# 8G
8G — електровоз змінного струму, виготовлявся НЕВЗом для Китаю.

## Конструкція
Восьмивісний двосекційний магістральний вантажний електровоз.
Відмінність маси, розмірів і підвищення потужності нового локомотива потребували перепроектування практично всіх його вузлів в порівнянні з серійними електровозами заводу.